# Paul Kustaanheimo
Paul Edwin Kustaanheimo (* 12. April 1924 in Turku (Åbo), Finnland; † 24. August 1997 in seinem Haus bei Lyngby) war ein finnischer Astronom und Mathematiker.

## Leben
Kustaanheimo studierte 1941 bis 1950 an der Universität Helsinki Astronomie, Mathematik und Physik. 1947 machte er sein Diplom (Phil. Cand.), 1950 wurde er promoviert und ab 1951 war er Privatdozent an der Universität. Gleichzeitig war er seit 1945 wissenschaftlicher Mitarbeiter, seit 1951 Assistent und seit 1952 (und bis 1958) Observator am Observatorium in Helsinki. 1958 wurde er außerordentlicher Professor für Mathematik an der Universität Helsinki. Ab 1964 war er ordentlicher Professor für Angewandte Mathematik und ab 1969 Professor Astronomie der Universität Helsinki und gleichzeitig 1969 bis 1971 Direktor des Observatoriums. Ab 1971 war er Forschungsprofessor an der Finnischen Akademie der Wissenschaften. Er verließ Finnland aus Protest über Änderungen am Observatorium, die Folge der politischen Umwälzungen der 68er Zeit waren. 1975 wurde er Professor (Ingenieurdozent) an der Dänischen Technischen Hochschule in Lyngby bei Kopenhagen, wo er Mathematik unterrichtete.
Kustaanheimo befasste sich neben Himmelsmechanik und Gravitationstheorie (sowie am Anfang seiner Karriere mit beobachtender Astronomie) auch mit den Grundlagen der Geometrie und endlichen Geometrien, Spinoralgebra, Wissenschaftsphilosophie und Wissenschaftsgeschichte. Er arbeitete mit Eduard Stiefel (Regularisierung der Keplerbewegung mit Spinoren), Konrad Bleuler in theoretischer Physik und Rolf Nevanlinna (Geometrie) und Bertil Qvist (endliche Geometrie und endliche Körper) zusammen. 
1962 hielt er einen Vortrag auf dem Internationalen Mathematikerkongress in Stockholm (Über die Spinorringalgebra).
Nach ihm wurde der Asteroid Kustaanheimo benannt.

## Schriften
- Mit Bertil Qvist: A note on some general solutions of the Einstein field equations in a spherically symmetric world. In: Societas Scientiarum Fennica, 13, Nr. 16, 1948, S. 1–11.
- Mit Rolf Nevanlinna: Grundlagen der Geometrie. Birkhäuser 1976 (Anhang über endliche Geometrien von Kustaanheimo).
- G. Järnefelt, P. Kustaanheimo: An observation on finite Geometries. Den 11 te Skandinaviske Matematikerkongress, Trondheim 1949, S. 166–182.